# Lesley-Ann Jones
Lesley-Ann Jones es una autora inglesa, con más de 20 años de experiencia como periodista especializada en música en Fleet Street. Nacida en Kent, Inglaterra, habla francés y español. Entre sus trabajos destacan los publicados en Londres, Nueva York y Hollywood siguiendo las giras de grupos musicales como Queen o The Rolling Stones.

## Biografía
Lesley-Ann Jones es hija del periodista deportivo Ken Jones, quien escribió
para el Daily Mirror, Sunday Mirror y The Independent después de retirarse de fútbol profesional.
En los años 80, Lesley-Ann trabajó para Chrysalis Records, Londres, la discográfica de algunos de los principales grupos de la época (Blondie, Spandau Ballet, Jethro Tull, Special AKA, Midge Ure & Ultravox), donde escribíó notas de prensa y organizó entrevistas para la prensa nacional. Más tarde trabajó en televisión, en Channel 4, donde presentó el prime-time de la noche de los sábados 'Ear-say' junto con el DJ de  Capital Radio Nicky Horne y Gary Crowley. El programa incluía invitados de otros programas de la cadena, incluyendo 'You Ain't Heard Nothing Yet', un concurso de música producido por Phil Swern, y el 'Show de  Bill Padley', con Padley y el compositor y cantante Jim Diamond. Jones también escribió una columna semanal para The Sun. Pasó 6 años como redactora de música y entretenimiento para el Daily Mail, Mail on Sunday y You Magazine, acompañando las giras de Paul McCartney, David Bowie, los Rolling Stones, Elton John, Queen y otros artistas del momento.
Como escritora freelance, sus contribuciones a publicaciones en el Reino Unido, EE. UU., Australia y Europa
incluyeron entrevistas con Tony Blair, Frank Sinatra, Raquel Welch, Mel Gibson, Charlton Heston, Paul McCartney, Brigitte Bardot y S.A.R. la princesa Margarita. Apareció semanalmente durante varios años en BFBS Forces Radio con el fallecidoTommy Vance, y trabajó en documentales sobre Stevie Nicks, Ken Russell y Jermaine Jackson. También ha aparecido en los programas de televisión Fax!, Music Box y Livewire in the UK, así como en E! Entertainment y Hard Copy en los EE. UU. Grabó un anuncio para la compañía de pañales Pampers con su hija para Saatchi & Saatchi, que se emitió en Europa durante 18 meses, convirtiéndose en uno de los anuncios más exitosos de la compañía.
Tras 3 años escribiendo columnas y artículos para The Sunday Express y el Mail on Sunday,  revisó y actualizó su biografía definitiva de 1997 del líder de Queen Freddie Mercury. La reedición publicada por Hodder & Stoughton en octubre de 2011 fue planeada para coincidir con la de un biopic sobre Mercury para conmemorar el 21.º aniversario de la muerte del cantante. Sin embargo, la producción de la película sufrió retrasos, y no fue estrenada hasta 2018.
En 2010, fue nombrada Showbusiness Editor para el canal Vintage TV, de la compañía SKY/Freesat. Escribió y presentó un programa de entrevistas a famosos llamado 'Me & Mrs. Jones' (producido por Transtarent Televisión y presentando artistas rock y pop como Rick Wakeman, Frank Allen de The Searchers, Leee John de Imagination, Kim Wilde, Steve Harley de Cockney Rebelarse, Tony Hadley de Spandau Ballet y Francis Rossi y Rick Parfitt de Status Quo.)
En diciembre de 2015,  escribió y coprodujo 'La última entrevista a Lennon' para ShowBiz TV, que fue internacionalmente aclamado, y emitido por primera vez durante el 35.º aniversario de la muerte de Lennon. Fue también la primera vez que la estrella de la radio de BBC, Andy Peebles habló sobre su entrevista con John y Yoko en Nueva York, sólo un par de días antes del asesinato del cantante.

## Vida personal
Es madre de un hijo y dos hijas, con los que vive en Londres, Inglaterra.

## Trabajos publicados
- Tumbling Dice (Memorias, publicado independientemente, 2019)[5]
- Bohemian Rhapsody: La Biografía Definitiva de Freddie Mercury (biografía, Hodder & Stoughton, 2018)[6]
- Hero: David Bowie (biografía, Hodder & Stoughton, 2016)[7]
- Imagine (ficción, Mulcahy Libros, 2015)[8]
- Ride a White Swan: Las Vidas Y Muerte De Marc Bolan (Hodder & Stoughton, 2012)[9]
- Freddie Mercury: La Biografía Definitiva (reescritura, biografía, Hodder & Stoughton, 2011)[10]
- Freddie Mercury: La Biografía Definitiva (biografía, Hodder y Stoughton, 1997)[11]
- Excuses, Excuses with Gray Jolliffe (humor, Kyle Cathie, 1996)[12]
- Uau! con Caris Davis (ficción, Mainstream bajo el seudónimo de Amy Auden, 1994 )
- Naomi: The Rise and Rise of the Girl from Nowhere  (biografía, Vermilion, 1993)[13]
- Kylie Minogue: The Superstar Next Door (biografía, Omnibus Medios de comunicación/de Prensa Empresariales Internacionales, 1990)
- The Sony Tape Rock Review (revisión, Rambletree, compilado y editado por Robin Eggar, Phil Swern & Lesley-Ann Jones)[14]